# تپه کهنه
تپه کهنه مربوط به دوره ساسانیان - سده‌های اولیه دوران‌های تاریخی پس از اسلام است و در شهرستان فسا، بخش شیبکوه، دهستان فدشکویه، منطقه انجیره (کنکان)، ۱ کیلومتری جنوب تلمبه کهنه واقع شده و این اثر در تاریخ ۲۶ اسفند ۱۳۸۶ با شمارهٔ ثبت ۲۱۸۶۱ به‌عنوان یکی از آثار ملی ایران به ثبت رسیده است.